# Alice Degeer-Adère
Pour les articles homonymes, voir Berteau.
Ne doit pas être confondu avec Alice Ader.
Alice Marie Degeer-Adère, également connue sous le nom d'Alice Berteau, est une femme politique belge, née le 4 mai 1902 à Montegnée et morte le 15 novembre 1977. Elle est l'une des premières femmes belges élues à la Chambre des représentants, en 1936. Membre du Parti communiste belge (PCB) à partir de 1931, elle en est exclue en 1948, avant d'être réintégrée en 1965.

## Biographie

### Origines
Alice Marie Adère est née le 4 mai 1902 dans une famille pauvre de huit enfants ; son père est métallurgiste. Elle quitte l'école à dix ans pour travailler dans un atelier et, dès l'âge de 14 ans, comme manœuvre dans un four à coke. En 1921, elle est renvoyée pour avoir participé à une grève à l'usine métallurgique Ougrée-Marihaye. Elle travaille alors comme cigarière, ouvrière à l'usine Englebert puis débardeuse sur les péniches. Elle participe en 1921 à la grève de sept mois qui paralysa l’usine métallurgique, à la suite de laquelle elle fut mise à la porte.
En 1922, à vingt ans, elle épouse Joseph Degeer, un mineur, militant du Parti communiste belge.
Elle rejoint le Front rouge, organisation d’autodéfense communiste et la Ligue des femmes contre la guerre et la misère. Elle adhère formellement au Parti communiste belge en 1931.
En septembre 1931, elle est proposée par le bureau politique du parti pour participer à une formation à l'École internationale Lénine de Moscou, où elle est admise sous le nom d’Alice Berteau. Elle est l'une des rares femmes, la seule en Belgique à y être admise. Son dossier souligne son niveau très faible de formation, des difficultés relationnelles, une certaine indiscipline, mais aussi ses progrès, son application et son bon sens de classe. En 1932, à son retour, alors que des grèves quasi insurrectionnelles agitent le Borinage, Alice Degeer-Adère est secrétaire du comité régional de Seraing du Parti communiste. Elle est plusieurs fois arrêtée et condamnée en raison de ses activités militantes.
Elle adhère également au mouvement pour les droits des femmes, par l’intermédiaire du Groupement belge de la porte ouverte et du Comité pour le droit au travail des femmes et s'oppose au projet de limiter l'accès au travail des femmes mariées.
Elle entre au comité central en 1935.

### Carrière politique
En 1936, elle est élue députée à la Chambre des représentants et est réélue en 1939. Jusqu'en 1940, elle est l'une des trois seules femmes élues directement à la Chambre des représentants avec Lucie Dejardin (1929-1936) et Isabelle Blume (1936-1954), alors que les femmes n'ont pas encore le droit de vote. 
Elle est co-auteure de la proposition de loi faisant de l'alcool un monopole d'État et d'une proposition de loi amnistiant les condamnés politiques dans les colonies belges. 
En 1930, elle dépose une proposition de loi en faveur du suffrage féminin, avec, pour motivation : « La condition d’infériorité faite aux femmes dans le domaine électoral n’a que trop duré ». Mais ce texte est rejeté. 
Elle est conseillère communale et échevine de l'État civil à Ougrée de 1938 à 1952.  
Le 10 mai 1940, elle est arrêtée devant le Parlement par les autorités belges, en tant que communiste. Elle est déportée au camp de Gurs, puis libérée en juillet grâce à un subterfuge de Jean Fonteyne. Elle rentre à Ougrée et agit, dans le bassin de Liège, en faveur du ravitaillement et de la libération des prisonniers de guerre. En 1941, elle entre dans la clandestinité et est active au sein du Front de l’Indépendance et de l'Armée belge des partisans. Au moment de la Libération, elle est le seul parlementaire communiste présent au pays et assure la remise en route du PCB, dans l’attente du retour des survivants. 
Puis, elle reprend son travail de parlementaire. 
En août 1945, elle dépose deux propositions de loi avec Henry Carton de Wiart pour étendre le droit de vote aux femmes dans les mêmes conditions d’âge, de nationalité et de domicile que les hommes,. La Chambre des représentants approuve les propositions mais elles n'ont pu être votées en raison de la dissolution des Chambres. Finalement, la loi accordant le droit de vote aux femmes est votée en 1948.  
Tête de liste du PCB en 1946, Alice Degeer-Adère est élue sénatrice de Mons-Soignies mais elle entre en conflit avec le bureau central du parti, est exclue du Parti communiste en octobre 1948 et ne peut aller au bout de son mandat,. 
Elle est réintégrée dans le parti en 1965 mais n'exerce plus de fonction politique.  Elle estime avoir été victime de la dureté de la condition féminine au sein du Parti. 
Elle meurt le 15 novembre 1977 à Liège.